# Neostenanthera
Neostenanthera es un género de plantas fanerógamas con once especies perteneciente a la familia de las anonáceas. Son nativas de África occidental.

## Taxonomía
El género fue descrito por Arthur Wallis Exell y publicado en Journal of Botany, British and Foreign 73(Suppl. 1): 5. 1935.

## Especies
| - Neostenanthera bakuana - Neostenanthera gabonensis - Neostenanthera hamata - Neostenanthera macrantha - Neostenanthera micrantha - Neostenanthera myristicifolia | - Neostenanthera neurosericea - Neostenanthera platypetala - Neostenanthera pluriflora - Neostenanthera robsonii - Neostenanthera yalensis |